# Jens Knipphals
Jens Knipphals (ur. 19 maja 1958 w Fallersleben) – niemiecki lekkoatleta, specjalista skoku w dal, medalista halowych mistrzostw Europy. W czasie swojej kariery reprezentował Republikę Federalną Niemiec.

## Kariera sportowa
Zajął 11. miejsce w skoku w dal na mistrzostwach Europy juniorów w 1977 w Doniecku. Na halowych mistrzostwach Europy w 1978 w Mediolanie zajął 8. miejsce.
Zdobył brązowy medal na halowych mistrzostwach Europy w 1983 w Budapeszcie, przegrywając jedynie z reprezentantami Węgier László Szalmą i Gyulą Pálóczim.
Był mistrzem RFN w skoku w dal w 1979 i 1980 oraz brązowym medalistą w latach 1978 i 1981–1983, a także mistrzem w hali w 1978, 1982 i 1983 oraz wicemistrzem w 1981.
Rekordy życiowe Knipphalsa:
- skok w dal – 8,14 m (28 maja 1980, Berlin)
- skok w dal (hala) – 8,13 m (7 lutego 1980, Sindelfingen)

Jego syn Sven Knipphals był znanym lekkoatletą, medalistą mistrzostw Europy i olimpijczykiem z 2016.